# Échelles de la Mort

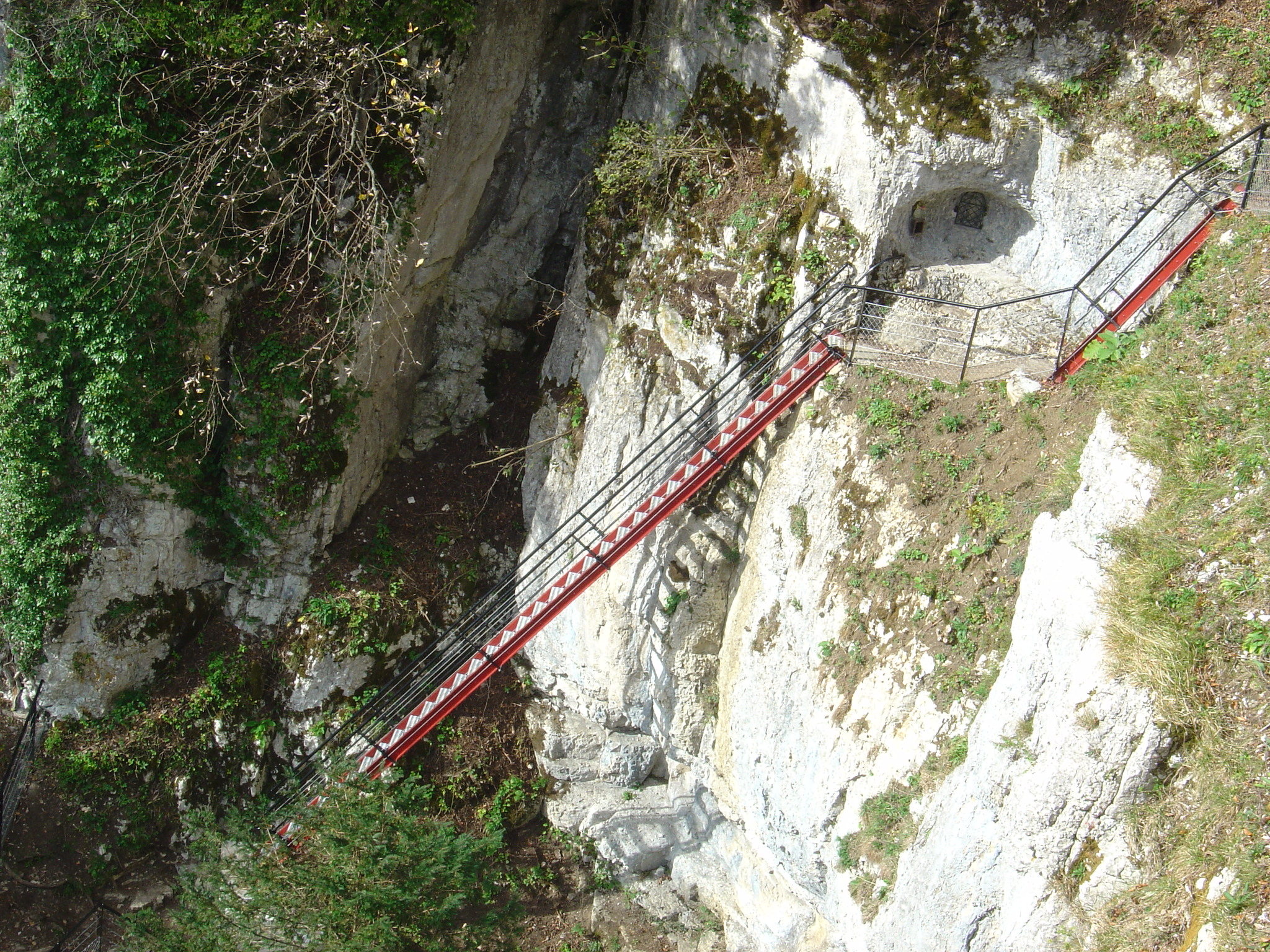
Les Echelles De La Mort (2005)

Échelles de la Mort. Frühe Aufnahme von Eugène Cattin

Die Échelles de la Mort sind eine Treppen- bzw. Leiteranlage an den Felswänden des Doubs-Tals unterhalb des Weilers Cerneux-Godat, der zu Les Bois im Kanton Jura in der Schweiz gehört.

## Geschichte
Die Échelles de la Mort wurden zunächst aus Holz gebaut. Sie stellten eine Verbindung zwischen den Wohnstätten von Boulois und der Ebene von Maîche und den Industrieanlagen am Doubs dar und sollen ursprünglich von Schmugglern genutzt worden sein. 1897 wurden die alten Holzleitern durch Metallkonstruktionen ersetzt. Mittlerweile gibt es in der Nähe einen Klettersteig und die Échelles de la Mort werden zur An- bzw. Abreise genutzt.